# أصل العائلة والملكية الخاصة والدولة
أصل العائلة والملكية الخاصة والدولة (بالألمانية: Der Ursprung der Familie, des Privateigenthums und des Staats)‏ هو كتاب من تأليف فريدريك أنجلس، وفيه خلاصة لابحاث العديد من الباحثين الأمريكيين، الذين قاموا بدراسة العديد من القبائل الهندية، المتفاوتة التطور في الأمريكيتين، وصدر هذا الكتاب بعد وفاة ماركس، ويقوم بتفسير تطور العلاقات الأسرية، في ظل تغير العلاقات الاقتصادية ووسائل الإنتاج ان هذا الكتاب كان من الكتب الرئيسية في الماركسية، والجدير ذكره أن الاكتشافات الأثرية في العراق وسوريا، بعد عشرات الأعوام على صدور الكتاب، جاءت مؤيدة لما توصل إليه أنجلز في كتابه، علما بان هذا النوع من الدراسات الماركسية، لم يلق مجابهات فكرية مع الفلاسفة المثاليين.

## الأسرة المشاعية
يستنتج أنجلز أن الظهور الأول للأسرة كان مع ظهور الملكية الخاصة التي ترافقت باكتشاف الزراعة وبدء تملك الأرض والمساكن بجانب الأراضي الخصبة ومنابع المياه حيث أنه قبل اكتشاف الزراعة لم يكن هناك ملكية خاصة لان طعام الإنسان كان يقتصر على الأسماك والصيد والثمار وهي لمن يحصل عليها فلا مالك لسمك النهر. والأسرة في الفترة المشاعية كانت تعرف من الأم التي ينسب لها الأبناء فلم يكن هناك أب حقيقي معروف وكان المجتمع مجتمع إمومي وهو ما يسمى اصطلاحا المجتمع المتريركي وعكسه المجتمع البطريركى أو الأبوى، ومعظم الآلهات القديمة كانت مؤنثة (من أشهر الآلهات المؤنثة الشرقية الآلهة عشتار)فالمجتمع الامومي تكون فيه الأم هي أساس الأسرة، الجدير بالذكر أن هذا المجتمع لم يعرف الزواج المتعارف عليه اليوم لتكوين أسرة.

## الملكية الخاصة
مع اكتشاف الزراعة كان ظهور الملكية الخاصة حيث أصبح الإنسان يستصلح قطعة من الأرض ويحافظ عليها يصنع أدوات عمل للزراعة ويحافظ عليها أو يروض حيوانات وغيرها من الملكيات الخاصة التي ظهرت مع اكتشاف الزراعة وهذا ما أدى إلى وقف الترحال والتأسيس لبناء منازل قريبة من الأرض أو على الأرض وبالتالي بدء ظهور الأسرة وبدأ ظهور الأسرة الذكورية والتي تسمى اصطلاحا المجتمع البطريركي

## الدولة
مع بدء نشوء المساكن بدء ظهور تجمعات بشرية للتعاون ضد الحيوانات المفترسة والدفاع المشترك عن الأرض الذي توالى بالتطور ليستقل المدافعين عن الكتاب والكهنة فكان نواة نشوء الدولة فلا يمكن نشوء دولة قبل أن يتقم التقسيم الإداري والاجتماعي الذي فرضه الصراع على الأراضي الخصبة ومنابع المياه
يعتبر كتاب أصل العائلة والملكية الخاصة والدولة أهم كتاب كتبه أنجلس ومن أهم الكتب التي درست في المادية التاريخية وإثبات نظرية ان البناء الفوقي للمجتمع نتاج البناء التحتي بعلاقاته الاقتصادية